# الناصر (أعالي النيل)
ناصر بلدة سودانية في ولاية أعالي النيل.
اسم البلدة الرسمي هو «الناصر» وتعني المؤيد. حيث أيدت البلدة الجيش الشعبي لتحرير السودان وكانت فاعلة بين عامي 1991 و1994 من خلال مجموعة من أبنائها التحقوا بالجيش الشعبي.

## وصلات خارجية
- خارطة بالأقمار الصناعية
- البحث عن ناصر في أطلس إنكارتا

1. ↑  GeoNames (بالإنجليزية), 2005, QID:Q830106
2. ↑  Maplandia world gazetteer